# Baltimore Ravens 2013
La stagione 2013 dei Baltimore Ravens è stata la 18ª della franchigia nella National Football League, la sesta con John Harbaugh come capo-allenatore.
I Ravens iniziarono la stagione come campioni del Super Bowl in carica ma non riuscirono a qualificarsi ai playoff per la prima volta dal 2007. Per la prima volta nella storia della franchigia, Ray Lewis non fu parte roster, avendo annunciato il suo ritiro prima dell'inizio dei playoff dell'anno precedente. Incluso Lewis, la squadra si trovò senza un numero record di 8 titolari che avevano vinto il Super Bowl nel 2012; nessun altro club campione in carica aveva mai perso più di cinque titolari.

## Scelte nel Draft 2013
| Giro | Scelta | Giocatore          | Ruolo            | College                 |
| ---- | ------ | ------------------ | ---------------- | ----------------------- |
| 1    | 32     | Matt Elam          | Safety           | Florida                 |
| 2    | 56     | Arthur Brown       | Linebacker       | Kansas State            |
| 3    | 94     | Brandon Williams   | Defensive tackle | Missouri Southern State |
| 4    | 129    | John Simon         | Defensive end    | Ohio State              |
| 4    | 130    | Kyle Juszczyk      | Fullback         | Harvard                 |
| 5    | 168    | Ricky Wagner       | Offensive tackle | Wisconsin               |
| 6    | 200    | Kapron Lewis-Moore | Defensive end    | Notre Dame              |
| 6    | 203    | Ryan Jensen        | Offensive tackle | Colorado State-Pueblo   |
| 7    | 238    | Aaron Mellette     | Wide receiver    | Elon                    |
| 7    | 247    | Marc Anthony       | Cornerback       | California              |

## Roster
| Roster dei Baltimore Ravens nella stagione 2013 |
| --- |
| Quarterback - 5 Joe Flacco - 2 Tyrod Taylor Running Back - 40 Kyle Juszczyk FB - 44 Vonta Leach FB - 30 Bernard Pierce - 27 Ray Rice Wide Receiver - 14 Marlon Brown - 12 Jacoby Jones WR/RS - 80 Aaron Mellette - 82 Torrey Smith - 80 Brandon Stokley - 83 Deonte Thompson Tight End - 86 Billy Bajema - 87 Dallas Clark - 84 Ed Dickson Offensive Linemen - 66 Gino Gradkowski G/C - 77 Ryan Jensen C - 78 Bryant McKinnie T - 74 Michael Oher T - 72 Kelechi Osemele G/T - 76 Jah Reid T - 68 A.Q. Shipley C - 71 Ricky Wagner G/T - 73 Marshal Yanda G Defensive Linemen - 99 Chris Canty DL - 62 Terrence Cody NT - 97 Arthur Jones DE - 92 Haloti Ngata DT - 96 Marcus Spears DT - 93 DeAngelo Tyson DE - 98 Brandon Williams DT Linebacker - 59 Arthur Brown LB - 56 Josh Bynes LB - 58 Elvis Dumervil OLB - 54 Robert James ILB - 50 Albert McClellan LB - 90 Pernell McPhee OLB - 47 John Simon OLB - 55 Daryl Smith LB - 55 Terrell Suggs OLB - 91 Courtney Upshaw OLB Defensive Back - 23 Chykie Brown CB - 26 Matt Elam S - 23 Chykie Brown CB - 29 Michael Huff FS - 32 James Ihedigbo SS - 41 Anthony Levine SS - 22 Jimmy Smith CB - 28 Brynden Trawick S - 21 Lardarius Webb CB/RS Special Team - 46 Morgan Cox LS - 4 Sam Koch P - 9 Justin Tucker K Lista delle riserve - 49 D. J. Bryant OLB (IR) - 95 Adrian Hamilton OLB (IR) - 25 Asa Jackson CB (Sospeso) - 67 Kapron Lewis-Moore DE (NF-Inj.) - 53 Jameel McClain ILB (PUP) - 88 Dennis Pitta TE (IR-DRF) - 33 Christian Thompson SS (Sospeso) Squadra di allenamento - 31 Omar Brown FS - 48 Brandon Copeland OLB - 85 Matt Furstenburg TE - 35 Jonas Gray RB - 69 Cody Larsen DE - 7 Gerrard Sheppard WR - 65 Reggie Stephens C/G - 63 Joe Unga OT 53 attivi, 7 inattivi, 8 nella squadra di allenamento, 0 free agent |
| Legenda - I rookie sono in corsivo. - Il primo ruolo è il principale mentre gli eventuali successivi indicano i ruoli secondari. - (IR) sta per Injured Reserve ed indica la lista ristretta per un solo giocatore infortunato che può tornare ad allenarsi dopo la settimana 6 e a rientrare in prima squadra dopo che questa ha giocato 8 partite. - (NF-Inj.) / (NF-Ill.) stanno rispettivamente per Non-Football Injured e Non-Football Illness ed indicano le liste dove viene inserito un giocatore che ha un infortunio o una malattia non dipendente dal football americano. - (PUP) sta per Physically Unable to Perform ed indica la lista dove viene inserito un giocatore mentre è in attesa di recuperare la condizione fisica. Nella stagione regolare dopo la sesta partita giocata dalla propria squadra, il giocatore ha tempo tre settimane per riprendere ad allenarsi, più tre settimane aggiuntive dal suo rientro agli allenamenti per rientrare in prima squadra. |

## Calendario

### Stagione regolare
| Turno | Data               | Ora (ET)           | Avversario             | Risultati          | Risultati          | Stadio                              | TV                 | NFL.com recap      |
| Turno | Data               | Ora (ET)           | Avversario             | Punteggio          | Record             | Stadio                              | TV                 | NFL.com recap      |
| ----- | ------------------ | ------------------ | ---------------------- | ------------------ | ------------------ | ----------------------------------- | ------------------ | ------------------ |
| 1     | 5/9                | 8:30 p.m.          | at Denver Broncos      | S 27–49            | 0–1                | Sports Authority Field at Mile High | NBC                | Recap              |
| 2     | 15/9               | 1:00 p.m.          | Cleveland Browns       | V 14–6             | 1–1                | M&T Bank Stadium                    | CBS                | Recap              |
| 3     | 22/9               | 1:00 p.m.          | Houston Texans         | V 30–9             | 2–1                | M&T Bank Stadium                    | CBS                | Recap              |
| 4     | 29/9               | 1:00 p.m.          | at Buffalo Bills       | S 20–23            | 2–2                | Ralph Wilson Stadium                | CBS                | Recap              |
| 5     | 6/10               | 1:00 p.m.          | at Miami Dolphins      | V 26–23            | 3–2                | Sun Life Stadium                    | CBS                | Recap              |
| 6     | 13/10              | 1:00 p.m.          | Green Bay Packers      | S 17–19            | 3–3                | M&T Bank Stadium                    | Fox                | Recap              |
| 7     | 20/10              | 4:25 p.m.          | at Pittsburgh Steelers | S 16–19            | 3–4                | Heinz Field                         | CBS                | Recap              |
| 8     | Settimana di pausa | Settimana di pausa | Settimana di pausa     | Settimana di pausa | Settimana di pausa | Settimana di pausa                  | Settimana di pausa | Settimana di pausa |
| 9     | 3/11               | 4:25 p.m.          | at Cleveland Browns    | S 18–24            | 3–5                | FirstEnergy Stadium                 | CBS                | Recap              |
| 10    | 10/11              | 1:00 p.m.          | Cincinnati Bengals     | V 20–17 (DTS)      | 4–5                | M&T Bank Stadium                    | CBS                | Recap              |
| 11    | 17/11              | 1:00 p.m.          | at Chicago Bears       | S 20–23 (DTS)      | 4–6                | Soldier Field                       | CBS                | Recap              |
| 12    | 24/11              | 1:00 p.m.          | New York Jets          | V 19–3             | 5–6                | M&T Bank Stadium                    | CBS                | Recap              |
| 13    | 28/11              | 8:30 p.m.          | Pittsburgh Steelers    | V 22–20            | 6–6                | M&T Bank Stadium                    | NBC                | Recap              |
| 14    | 8/12               | 1:00 p.m.          | Minnesota Vikings      | V 29–26            | 7–6                | M&T Bank Stadium                    | Fox                | Recap              |
| 15    | 16/12              | 8:40 p.m.          | at Detroit Lions       | V 18–16            | 8–6                | Ford Field                          | ESPN               | Recap              |
| 16    | 22/12              | 4:25 p.m.          | New England Patriots   | S 7–41             | 8–7                | M&T Bank Stadium                    | CBS                | Recap              |
| 17    | 29/12              | 1:00 p.m.          | at Cincinnati Bengals  | S 17–34            | 8–8                | Paul Brown Stadium                  | CBS                | Recap              |

LEGENDA
Gli avversari della propria division sono in grassetto.